# Son Ye-jin
Son Ye-jin (n. Son Eon-jin, 11 Ianuarie 1982) este o actriță sud-coreeană, cunoscută internațional pentru rolul Yoon Se-ri, în comedia romantică Crash Landing on You. Domestic, ea a câștigat popularitate cu seriale și filme romantice, cum ar fi The Classic (2003), Summer Scent (2003), A Moment to Remember (2004) și April Snow (2005), iar versatilitatea sa a fost recunoscută in lucrări precum Alone in Love (2006), My Wife Got Married (2008), Personal Taste (2010), The Pirates (2014), The Truth Beneath (2016) și The Last Princess (2016).

## Filmografie
| † | Filmul/serialul nu a avut premira |

### Filme
| An   | Titlu                     | Rol                   |
| ---- | ------------------------- | --------------------- |
| 2000 | Secret Tears              | Jung Mi-jo (voice)    |
| 2002 | Chi-hwa-seon              | So-woon               |
| 2002 | Lover's Concerto          | Shim Soo-in/Gyung-hee |
| 2003 | The Classic               | Ji-hye/Joo-hee        |
| 2003 | First Love Rally          | Ju Il-mae             |
| 2004 | A Moment to Remember      | Su-jin                |
| 2005 | April Snow                | Seo-young             |
| 2005 | The Art of Seduction      | Han Ji-won            |
| 2007 | Yobi, the Five Tailed Fox | Yobi (voce)           |
| 2008 | Open City                 | Baek Jang-mi          |
| 2008 | My Wife Got Married       | Joo In-ah             |
| 2009 | White Night               | Yoo Mi-ho/Lee Ji-ah   |
| 2011 | Spellbound                | Kang Yeo-ri           |
| 2012 | The Tower                 | Seo Yoon-hee          |
| 2013 | Blood and Ties            | Jung Da-eun           |
| 2014 | The Pirates               | Yeo-wol               |
| 2015 | Bad Guys Always Die       | Ji-yeon               |
| 2016 | The Truth Beneath         | Kim Yeon-hong         |
| 2016 | The Last Princess         | Princess Deokhye      |
| 2018 | Be With You               | Im Soo-ah             |
| 2018 | The Negotiation           | Ha Chae-yoon          |
| TBA  | Cross †                   | Vera                  |

### Seriale
| An        | Titlu                                  | Rol                             | Canal |
| --------- | -------------------------------------- | ------------------------------- | ----- |
| 2000      | Delicious Proposal                     | Jang Hee-ae                     | MBC   |
| 2000      | Sun-hee and Jin-hee                    | Shim Sun-hee                    | MBC   |
| 2002      | Great Ambition                         | Choi Dong-hee                   | SBS   |
| 2003      | Summer Scent                           | Shim Hye-won                    | KBS2  |
| 2006      | Alone in Love                          | Yoo Eun-ho                      | SBS   |
| 2008      | Spotlight                              | Seo Woo-jin                     | MBC   |
| 2010      | Personal Taste                         | Park Kae-in                     | MBC   |
| 2011      | Secret Garden                          | Son Ye-jin (cameo, episodul 20) | SBS   |
| 2013      | Don't Look Back: The Legend of Orpheus | Jo Hae-woo                      | KBS2  |
| 2018      | Something in the Rain                  | Yoon Jin-ah                     | JTBC  |
| 2019-2020 | Crash Landing on You                   | Yoon Se-ri                      | tvN   |
| 2021      | Thirty-Nine †                          | Cha Mi-jo                       | JTBC  |

1. ↑  IdRef, accesat în 23 mai 2020